# Bachanalia

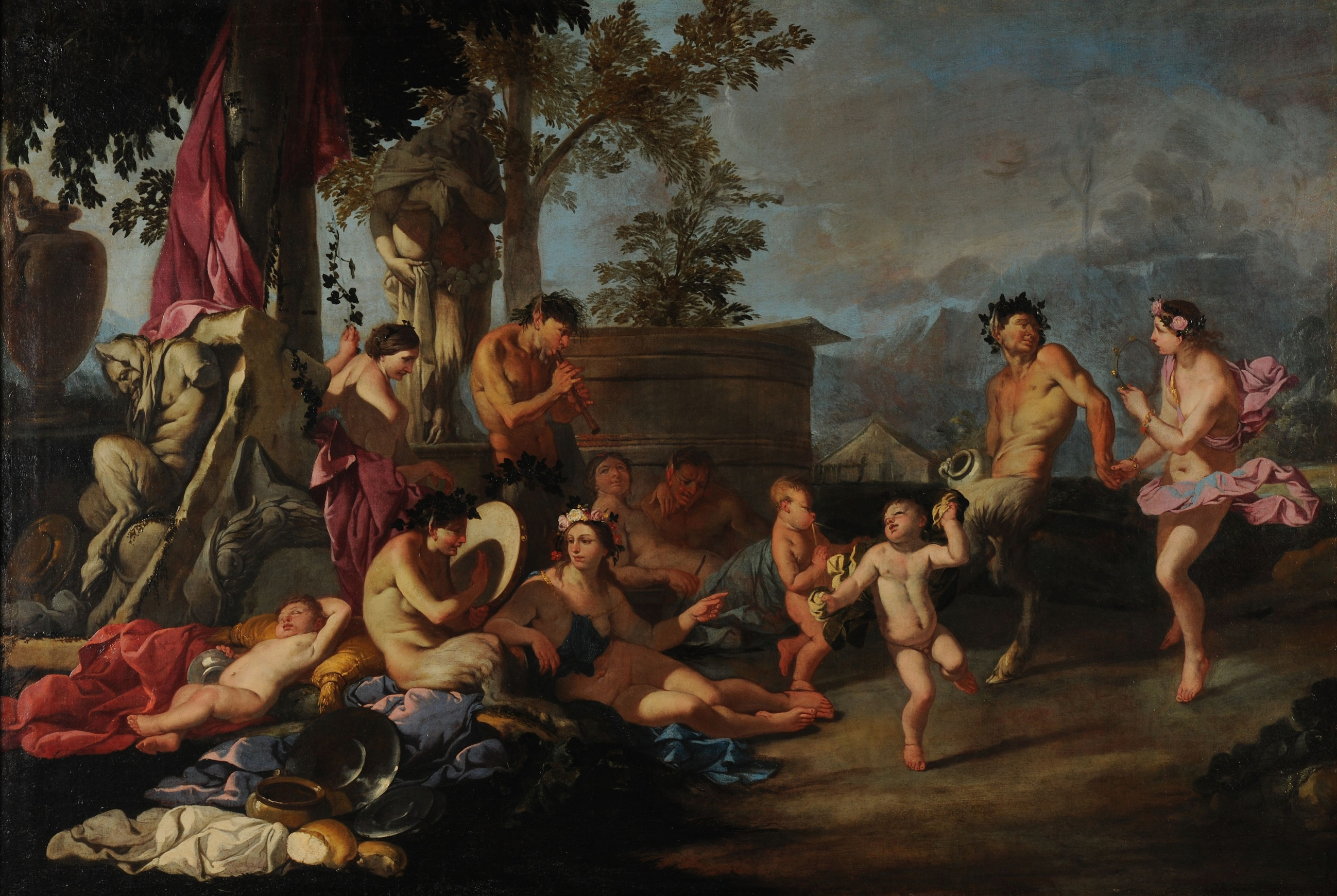
Bachanalia - obraz autorstwa Giulio Carpioni

Bachanalia (bachanalie; łac. bacchanalia z gr. βακχεία) – starorzymskie obrzędy na cześć Bachusa. 
Liwiusz twierdził, że zostały zapoczątkowane w Wielkiej Grecji, skąd przedostały się do Etrurii, a stamtąd dopiero do Rzymu i rozpowszechniły się szczególnie w południowej Italii. Wiązały się z nimi liczne potępiane nadużycia, wskutek czego zamieniły się z czasem w rozpustne orgie. Obrzędy te zostały zakazane przez senat rzymski w 186 p.n.e. (wiązało się to z prześladowaniami religijnymi i wymordowaniem według Liwiusza 7 tysięcy uczestników bachanaliów).
Potocznie bachanaliami określa się hulaszczą zabawę z pijatyką, często o charakterze orgiastycznym.